# WSB Georgia Jamboree
Das Georgia Jamboree war eine US-amerikanische Country-Sendung, die von WSB aus Atlanta, Georgia, gesendet wurde.

## Geschichte
WSB war bereits in den 1920er-Jahren bekannt dafür, zahlreiche Old-Time-Musiker in seinem Programm auftreten zu lassen. Dadurch war der Sender äußerst erfolgreich geworden und erzielte hohe Einschaltquoten. 
Anfang der 1930er-Jahre begann man auch, Barn Dance Shows zu senden, wie es WLS mit dem National Barn Dance oder WSM mit der Grand Ole Opry vorgemacht hatten. Einige Zeit hatte die Old-Time-Band Carolina Tarheels ihre eigene Show, Carolina Tarheel’s Broom Dance. Nachdem diese Show abgesetzt wurde, begann man im September 1933 mit der Übertragung des Georgia Jamborees.
Das Georgia Jamboree wurde jeden Samstagabend in verschiedenen Theatern und Auditorien in Atlanta abgehalten. Eine Sequenz der Show wurde über WSB live übertragen. Neben den Carolina Tarheels, die nun hier auftraten, waren auch Hoke Rice und sein Bruder Paul sowie die Tweedy Brothers regelmäßig im Jamboree zu hören. Jedoch beschränkte sich diese Show nicht nur auf ländliche Musik; vielmehr trat ein Mix aus Künstlern verschiedener Genres auf.
Die Show wurde im März 1934 wieder abgesetzt, womit sie eine der kurzlebigsten Programme ihres Typs ist. Das Georgia Jamboree bildete jedoch den Auftakt verschiedener weiterer Live-Country-Shows wie das Fulton County Jamboree, Pop Eckler’s Radio Jamboree oder der berühmte WSB Barn Dance.

## Gäste und Mitglieder
- The Carolina Tar Heels
- Hoke Rice
- The Tweedy Brothers